# Llista de topònims de Castellserà
Llista de topònims (noms propis de lloc) del municipi de Castellserà, a l'Urgell
Informació actualitzada per un bot. Els canvis manuals es perdran quan s'actualitzi!

## cabana
| imatge | Nom                   | Ubicat a    | instància de | Detalls | coordenades                                                          | Protecció | Commons (més fotos) | Dades a WD                    |
| ------ | --------------------- | ----------- | ------------ | ------- | -------------------------------------------------------------------- | --------- | ------------------- | ----------------------------- |
|        | Coberts del Mortes    | Castellserà | cabana       |         | 41° 44′ 51″ N, 0° 57′ 14″ E / 41.7474009489269°N,0.95398189437288°E  |           |                     | Modifica les dades a Wikidata |
|        | Era el Flores         | Castellserà | cabana       |         | 41° 44′ 59″ N, 0° 59′ 56″ E / 41.7497410216591°N,0.998875953406744°E |           |                     | Modifica les dades a Wikidata |
|        | Masia del Paco        | Castellserà | cabana       |         | 41° 45′ 00″ N, 0° 58′ 42″ E / 41.750034975779°N,0.97828080275966°E   |           |                     | Modifica les dades a Wikidata |
|        | cabana de Cal Panton  | Castellserà | cabana       |         | 41° 44′ 50″ N, 0° 58′ 20″ E / 41.747228626435°N,0.97235575483111°E   |           |                     | Modifica les dades a Wikidata |
|        | cabana de l'Apotecari | Castellserà | cabana       |         | 41° 45′ 33″ N, 0° 59′ 21″ E / 41.7591804071723°N,0.989116081516271°E |           |                     | Modifica les dades a Wikidata |
|        | cobert de Cal Barrada | Castellserà | cabana       |         | 41° 44′ 26″ N, 1° 00′ 00″ E / 41.7405447708172°N,0.999871086731048°E |           |                     | Modifica les dades a Wikidata |
|        | cobert de Calderó     | Castellserà | cabana       |         | 41° 44′ 10″ N, 0° 59′ 08″ E / 41.7360894387637°N,0.985604251457394°E |           |                     | Modifica les dades a Wikidata |
|        | cobert del Gordó      | Castellserà | cabana       |         | 41° 44′ 43″ N, 1° 00′ 37″ E / 41.7453647157558°N,1.01032842364118°E  |           |                     | Modifica les dades a Wikidata |
|        | cobert del Marsinyac  | Castellserà | cabana       |         | 41° 44′ 28″ N, 0° 58′ 58″ E / 41.7409923802637°N,0.982721241360921°E |           |                     | Modifica les dades a Wikidata |
|        | cobert del Metge Font | Castellserà | cabana       |         | 41° 44′ 51″ N, 0° 57′ 52″ E / 41.7474153041093°N,0.964420354354359°E |           |                     | Modifica les dades a Wikidata |
|        | cobert del Moncasi    | Castellserà | cabana       |         | 41° 44′ 31″ N, 0° 59′ 32″ E / 41.7418711275185°N,0.992265936705739°E |           |                     | Modifica les dades a Wikidata |
|        | cobert del Ros        | Castellserà | cabana       |         | 41° 45′ 04″ N, 0° 59′ 33″ E / 41.750989286342°N,0.992474834317152°E  |           |                     | Modifica les dades a Wikidata |
|        | corral del Paco       | Castellserà | cabana       |         | 41° 44′ 57″ N, 0° 58′ 32″ E / 41.7491077481835°N,0.975587803915489°E |           |                     | Modifica les dades a Wikidata |
|        | era del Folguera      | Castellserà | cabana       |         | 41° 45′ 03″ N, 0° 59′ 25″ E / 41.750894703426°N,0.990156556266338°E  |           |                     | Modifica les dades a Wikidata |

## església
| imatge | Nom                            | Ubicat a    | instància de | Detalls                                          | coordenades | Protecció                   | Commons (més fotos)            | Dades a WD                    |
| ------ | ------------------------------ | ----------- | ------------ | ------------------------------------------------ | --- | --------------------------- | ------------------------------ | ----------------------------- |
|        | Sant Sebastià de Castellserà   | Castellserà | església     | Estil: arquitectura barroca 17th century         | 41° 44′ 54″ N, 0° 59′ 26″ E / 41.748280555556°N,0.99068055555556°E ca:Av. de Sant Sebastià, Castellserà 270 msnm | bé cultural d'interès local | Sant Sebastià de Castellserà   | Modifica les dades a Wikidata |
|        | Santa Magdalena de Castellserà | Castellserà | església     | Estil: arquitectura del Renaixement 16th century | 41° 44′ 48″ N, 0° 59′ 12″ E / 41.74666°N,0.98672°E ca:Plaça Major 267 msnm                                       | bé cultural d'interès local | Santa Magdalena de Castellserà | Modifica les dades a Wikidata |

## granja
| imatge | Nom                     | Ubicat a    | instància de | Detalls | coordenades                                                          | Protecció | Commons (més fotos) | Dades a WD                    |
| ------ | ----------------------- | ----------- | ------------ | ------- | -------------------------------------------------------------------- | --------- | ------------------- | ----------------------------- |
|        | Granja Comdal           | Castellserà | granja       |         | 41° 44′ 56″ N, 1° 00′ 58″ E / 41.7488246234305°N,1.01613869270235°E  |           |                     | Modifica les dades a Wikidata |
|        | Granja Escolà           | Castellserà | granja       |         | 41° 44′ 50″ N, 1° 01′ 03″ E / 41.7471903185619°N,1.01746382564407°E  |           |                     | Modifica les dades a Wikidata |
|        | Granja Fernández        | Castellserà | granja       |         | 41° 44′ 34″ N, 1° 00′ 28″ E / 41.742888858951°N,1.0077833080262°E    |           |                     | Modifica les dades a Wikidata |
|        | Granja Llanes           | Castellserà | granja       |         | 41° 44′ 53″ N, 1° 00′ 30″ E / 41.7479858191257°N,1.00826308200339°E  |           |                     | Modifica les dades a Wikidata |
|        | Granja Moret            | Castellserà | granja       |         | 41° 44′ 58″ N, 1° 00′ 41″ E / 41.7493278286929°N,1.01138463304474°E  |           |                     | Modifica les dades a Wikidata |
|        | Granja Tula             | Castellserà | granja       |         | 41° 45′ 19″ N, 0° 59′ 06″ E / 41.7553270960761°N,0.985086784995373°E |           |                     | Modifica les dades a Wikidata |
|        | Granja de Cal Camil·lo  | Castellserà | granja       |         | 41° 44′ 37″ N, 0° 58′ 12″ E / 41.7437042949473°N,0.969997291286743°E |           |                     | Modifica les dades a Wikidata |
|        | Granja de Cal Casals    | Castellserà | granja       |         | 41° 44′ 21″ N, 0° 58′ 10″ E / 41.7392825575961°N,0.969511313775865°E |           |                     | Modifica les dades a Wikidata |
|        | Granja de Cal Fino      | Castellserà | granja       |         | 41° 45′ 50″ N, 0° 59′ 56″ E / 41.7640088962762°N,0.998973836749782°E |           |                     | Modifica les dades a Wikidata |
|        | Granja de Cal Maçana    | Castellserà | granja       |         | 41° 45′ 16″ N, 0° 58′ 21″ E / 41.7543829395171°N,0.972378970740272°E |           |                     | Modifica les dades a Wikidata |
|        | Granja de Cal Monic     | Castellserà | granja       |         | 41° 46′ 03″ N, 1° 00′ 00″ E / 41.7676199861336°N,0.999980393230278°E |           |                     | Modifica les dades a Wikidata |
|        | Granja de Cal Passeres  | Castellserà | granja       |         | 41° 44′ 49″ N, 1° 00′ 20″ E / 41.747026804304°N,1.0054184328468°E    |           |                     | Modifica les dades a Wikidata |
|        | Granja de Cal Roig      | Castellserà | granja       |         | 41° 45′ 29″ N, 0° 59′ 01″ E / 41.7579567885632°N,0.983537034646527°E |           |                     | Modifica les dades a Wikidata |
|        | Granja de Cal Taquera   | Castellserà | granja       |         | 41° 44′ 55″ N, 0° 58′ 36″ E / 41.7486754686466°N,0.976611628949197°E |           |                     | Modifica les dades a Wikidata |
|        | Granja de Cal Tarragona | Castellserà | granja       |         | 41° 45′ 03″ N, 0° 58′ 58″ E / 41.7509097584557°N,0.982795515192604°E |           |                     | Modifica les dades a Wikidata |
|        | Granja de Maria Piquer  | Castellserà | granja       |         | 41° 45′ 34″ N, 1° 00′ 08″ E / 41.7595009930711°N,1.00232560094222°E  |           |                     | Modifica les dades a Wikidata |
|        | Granja de l'Eroles      | Castellserà | granja       |         | 41° 45′ 05″ N, 1° 00′ 14″ E / 41.7512594969988°N,1.00384409813775°E  |           |                     | Modifica les dades a Wikidata |
|        | Granja del Bellera      | Castellserà | granja       |         | 41° 44′ 48″ N, 0° 57′ 11″ E / 41.7466476362052°N,0.953151958011019°E |           |                     | Modifica les dades a Wikidata |
|        | Granja del Doro         | Castellserà | granja       |         | 41° 45′ 11″ N, 0° 59′ 42″ E / 41.7529224434823°N,0.994868177378088°E |           |                     | Modifica les dades a Wikidata |
|        | Granja del Flores       | Castellserà | granja       |         | 41° 45′ 30″ N, 1° 00′ 22″ E / 41.7583147455498°N,1.00610326035565°E  |           |                     | Modifica les dades a Wikidata |
|        | Granja del Folguera     | Castellserà | granja       |         | 41° 44′ 56″ N, 0° 59′ 11″ E / 41.7488013606874°N,0.98633725747385°E  |           |                     | Modifica les dades a Wikidata |
|        | Granja del Pijoan       | Castellserà | granja       |         | 41° 45′ 13″ N, 0° 59′ 57″ E / 41.7536200671465°N,0.999236528181983°E |           |                     | Modifica les dades a Wikidata |
|        | Granja del Sala         | Castellserà | granja       |         | 41° 45′ 22″ N, 0° 59′ 22″ E / 41.7561948585793°N,0.989377708470901°E |           |                     | Modifica les dades a Wikidata |
|        | Granja del Sánchez      | Castellserà | granja       |         | 41° 45′ 51″ N, 0° 59′ 18″ E / 41.7642274496687°N,0.988284782250819°E |           |                     | Modifica les dades a Wikidata |
|        | Granja del Trager       | Castellserà | granja       |         | 41° 45′ 57″ N, 0° 59′ 30″ E / 41.7657201283477°N,0.991750851421198°E |           |                     | Modifica les dades a Wikidata |

## masia
| imatge | Nom                 | Ubicat a    | instància de | Detalls                                          | coordenades | Protecció                                            | Commons (més fotos)            | Dades a WD                    |
| ------ | ------------------- | ----------- | ------------ | ------------------------------------------------ | --- | ---------------------------------------------------- | ------------------------------ | ----------------------------- |
|        | Cal Mingo           | Castellserà | masia        |                                                  | 41° 43′ 43″ N, 0° 58′ 36″ E / 41.7285761831668°N,0.976785826347513°E                                              |                                                      |                                | Modifica les dades a Wikidata |
|        | Cal Monic           | Castellserà | masia        |                                                  | 41° 46′ 00″ N, 1° 00′ 01″ E / 41.766796450944°N,1.00027064220632°E                                                |                                                      |                                | Modifica les dades a Wikidata |
|        | Cal Porta           | Castellserà | masia        |                                                  | 41° 45′ 15″ N, 0° 59′ 06″ E / 41.7542014901464°N,0.985097947895033°E                                              |                                                      |                                | Modifica les dades a Wikidata |
|        | Cal Roig            | Castellserà | masia        |                                                  | 41° 45′ 22″ N, 0° 58′ 59″ E / 41.7559939727249°N,0.983057238331853°E                                              |                                                      |                                | Modifica les dades a Wikidata |
|        | Can Tosquella       | Castellserà | masia        |                                                  | 41° 45′ 35″ N, 0° 58′ 13″ E / 41.7597512876917°N,0.970369528071584°E                                              |                                                      |                                | Modifica les dades a Wikidata |
|        | Caseta del Canal    | Castellserà | masia        |                                                  | 41° 46′ 05″ N, 1° 00′ 11″ E / 41.7680532860128°N,1.00314292801773°E                                               |                                                      | Caseta del Canal (Castellserà) | Modifica les dades a Wikidata |
|        | Mas Coron           | Castellserà | masia        |                                                  | 41° 45′ 00″ N, 0° 59′ 24″ E / 41.7499752875354°N,0.990113085007878°E                                              |                                                      |                                | Modifica les dades a Wikidata |
|        | Mas de l'Aiguader   | Castellserà | masia        |                                                  | 41° 45′ 19″ N, 1° 01′ 34″ E / 41.755372087751°N,1.0262244869979°E                                                 |                                                      |                                | Modifica les dades a Wikidata |
|        | Masia Aguilar       | Castellserà | masia        |                                                  | 41° 44′ 59″ N, 0° 59′ 25″ E / 41.7497188711158°N,0.990385677348509°E                                              |                                                      |                                | Modifica les dades a Wikidata |
|        | Masia Carnisser     | Castellserà | masia        |                                                  | 41° 44′ 56″ N, 1° 01′ 40″ E / 41.748792412632°N,1.0278657283031°E                                                 |                                                      |                                | Modifica les dades a Wikidata |
|        | Masia Manel         | Castellserà | masia        |                                                  | 41° 45′ 08″ N, 1° 01′ 22″ E / 41.7522074790369°N,1.02272169854715°E                                               |                                                      |                                | Modifica les dades a Wikidata |
|        | Masia d'en Pere     | Castellserà | masia        |                                                  | 41° 44′ 56″ N, 0° 59′ 58″ E / 41.7489061823463°N,0.999551332808525°E                                              |                                                      |                                | Modifica les dades a Wikidata |
|        | Masia de l'Andorrà  | Castellserà | masia        |                                                  | 41° 45′ 29″ N, 0° 59′ 29″ E / 41.758166361028°N,0.991385039472456°E                                               |                                                      |                                | Modifica les dades a Wikidata |
|        | Masia de l'Eroles   | Castellserà | masia        |                                                  | 41° 45′ 05″ N, 1° 00′ 13″ E / 41.7514°N,1.00352°E                                                                 |                                                      |                                | Modifica les dades a Wikidata |
|        | Masia de l'Esteve   | Castellserà | masia        |                                                  | 41° 45′ 33″ N, 0° 59′ 30″ E / 41.7592067897515°N,0.991653298862291°E                                              |                                                      |                                | Modifica les dades a Wikidata |
|        | Masia del Bep Viudo | Castellserà | masia        |                                                  | 41° 44′ 47″ N, 0° 58′ 26″ E / 41.7465109732359°N,0.973889530681601°E                                              |                                                      |                                | Modifica les dades a Wikidata |
|        | Masia del Cadiraire | Castellserà | masia        |                                                  | 41° 45′ 45″ N, 0° 59′ 16″ E / 41.7624000948905°N,0.987824626365483°E                                              |                                                      |                                | Modifica les dades a Wikidata |
|        | Masia del Teco      | Castellserà | masia        |                                                  | 41° 45′ 50″ N, 0° 59′ 05″ E / 41.7639329182605°N,0.984841516020501°E                                              |                                                      |                                | Modifica les dades a Wikidata |
|        | Masia l'Esperança   | Castellserà | masia        |                                                  | 41° 44′ 29″ N, 0° 59′ 31″ E / 41.7413770604896°N,0.991824371614133°E                                              |                                                      |                                | Modifica les dades a Wikidata |
|        | la Panera           | Castellserà | masia        | Estil: arquitectura del Renaixement 16th century | 41° 44′ 50″ N, 0° 59′ 11″ E / 41.747272222222°N,0.98640555555556°E ca:Carrer de Santa Maria, Castellserà 272 msnm | bé d'interès cultural bé cultural d'interès nacional | La Panera (Castellserà)        | Modifica les dades a Wikidata |

## Misc
| imatge | Nom                              | Ubicat a                                     | instància de                                   | Detalls                                                              | coordenades | Protecció                      | Commons (més fotos)         | Dades a WD                    |
| ------ | -------------------------------- | -------------------------------------------- | ---------------------------------------------- | -------------------------------------------------------------------- | --- | ------------------------------ | --------------------------- | ----------------------------- |
|        | Cal Tarragona                    | Castellserà                                  | casa                                           | Estil: arquitectura barroca 17th century                             | 41° 44′ 48″ N, 0° 59′ 11″ E / 41.74665°N,0.98627°E ca:Carrer del Portal Nou, 3, Castellserà 267 msnm                               | bé cultural d'interès local    | Cal Tarragona (Castellserà) | Modifica les dades a Wikidata |
|        | Castellserà                      | Castellserà                                  | entitat singular de població capital municipal | 992 hab                                                              | 41° 45′ N, 1° 00′ E / 41.75°N,1°E 260 msnm                                                                                         |                                |                             | Modifica les dades a Wikidata |
|        | Escola El Terrall                | Castellserà                                  | edifici escolar                                |                                                                      | 41° 44′ 54″ N, 0° 59′ 21″ E / 41.74833333°N,0.98916667°E                                                                           |                                |                             | Modifica les dades a Wikidata |
|        | Serra d'Agramunt                 | Agramunt Castellserà                         | serra                                          |                                                                      | 41° 45′ 35″ N, 1° 01′ 05″ E / 41.75984722°N,1.01806722°E                                                                           |                                |                             | Modifica les dades a Wikidata |
|        | canal d'Urgell                   | Noguera Urgell Pla d'Urgell Garrigues Segrià | canal de reg                                   | Desemboca: Segre Llarg: 144.2km                                      | 41° 55′ 47″ N, 1° 09′ 50″ E / 41.92977111111111°N,1.16391°E 41° 34′ 27″ N, 0° 34′ 37″ E / 41.57407111111111°N,0.5769580555555556°E |                                | Canal d'Urgell              | Modifica les dades a Wikidata |
|        | casa consistorial de Castellserà | Castellserà                                  | casa consistorial                              |                                                                      | 41° 44′ 49″ N, 0° 59′ 09″ E / 41.7469342°N,0.9857823°E                                                                             |                                |                             | Modifica les dades a Wikidata |
|        | cementiri de Castellserà         | Castellserà                                  | cementiri                                      |                                                                      | 41° 45′ 05″ N, 0° 59′ 35″ E / 41.7513690625563°N,0.993076382321755°E                                                               |                                |                             | Modifica les dades a Wikidata |
|        | creu de terme                    | Castellserà                                  | creu de terme                                  | Estil: arquitectura gòtica arquitectura del Renaixement 16th century | 41° 44′ 51″ N, 0° 59′ 09″ E / 41.747494444444°N,0.98587222222222°E ca:Plaça Sitjar, Castellserà 268 msnm                           | bé cultural d'interès nacional | Creu de terme (Castellserà) | Modifica les dades a Wikidata |